# Ondrej Plachý
Ondrej Plachý, pseudonym A. P. Honoribus (18. ledna 1755, Čabradský Vrbovok - 7. srpna 1810, Nové Mesto nad Váhom) byl slovenský evangelický farář, vzdělanec, spisovatel, novinář a vydavatel.

## Životopis
Pocházel ze zemanské rodiny z Čabradský Vrbovok u Krupiny a vzdělání získával v Ipeľský Kosihe a Chrastincích u rodičů, později navštěvoval školy v Sudici, Malých Zlievcích, Rimavské Sobotě. V letech 1771–1777 studoval teologii na lyceu v Bratislavě a v letech 1777–1779 na univerzitě v Jeně. Vysvěcen byl v roce 1782. Po absolvování působil jistý čas jako vychovatel, později jako zástupce rektora banskoštiavnického gymnázia. Poté byl evangelickým farářem v Kostelných Moravcích, později dvacet let v Martině, kde žil ve velké bídě. Roku 1791 byl delegovaný člen sněmu Leopolda II. v Budíně a v Pešti. Od roku 1804 byl farářem v Novém Městě nad Váhom, kde i o šest let později zemřel.

## Tvorba
Jako spisovatel byl velmi plodný. Je známo 23 jeho literárních a vědeckých prací, z nichž bylo 8 slovenských a ostatní latinské. Psal básně, překlady básní, historické studie, práce pedagogické, církevní agendy a mnohá další díla. V roce 1785 založil v Banské Bystrici učenou společnost Erudita societas slavica, která vydávala měsíčník Staré noviny literního umění. Jeho příspěvky zde i celková ideová linie Starých novin je poznamenána tzv. teistickým racionalismem i populární idealistickou filozofií předkantovskou, která vycházela z Leibnize a Christiana Wolffa. Plachý byl v tomto časopise odpůrcem francouzského materialismu, zejména ateisty Julien Geoffreye de la Metrieho i starověkého filozofa Epikura, přičemž zůstal na metafyzických pozicích (Epikurove zoufalství. Krivda nesmrtelné duše lidské, Atheizmus populární vyložený ...). Ve svých etických úvahách se důsledně stavěl za náboženskou toleranci, rovnoprávnost a spolupráci všech lidí bez ohledu na národní, rasové a sociální rozdíly. S tím korespondují i časté snahy redakce časopisu po propagaci náboženské snášenlivosti v rakouské monarchii.

## Dílo

### Poezie
- 1778 – Documentum pietatis, quod Johanni Georgio Sztretsko...  (Bratislava)
- 1780 – Elegia pietissimis manibus Mariae Theresiae...  (Bratislava)
- 1785 – Excell. ac illustr. dni liberi baronis Ladislai Pronay...  (Banská Bystrica)
- 1785 – Honoribus... dni Simonis l. b. de Reva....  (Banská Bystrica)
- 1788 – Písně duchovní staré i nové...  (Banská Bystrica)
- 1791 – Fidelitas Hungarorum erga regem (Banská Bystrica)
- 1797 – Perennis laetitiae (Banská Bystrica)
- 1798 – Evangelický funebrál (Banská Štiavnica)
- 1801 – Aureae pacis maor... Paulo libero baroni de Reva... (Banská Bystrica)
- 1807 – Festivi plausus... Josephi e comitibus Erdődy...  (Trnava)

### Náboženské spisy a kázání
- 1785 – Pevná nádeje blahslavené nesmrtedlnosti...  (Banská Bystrica)
- 1794 – Platnost umění i po smrti (Banská Bystrica)
- 1799 – Řeči Písma svatého...  (Banská Bystrica)
- 1805 – Postila domovní...  (Banská Bystrica)

### Historické práce
- 1789 – Agenda ecclesiastica Slavonica... (Banská Bystrica)
- 1791 – Ad synodum aug. et helv. conf quae Budae et Pesthini celebratur
- 1791 – Nullitas discriminis in articulos fidei de sacra...  (Bratislava)
- 1791 – Piis manibus Josephi II....
- 1791 – Život blahoslavené památky doktora Martina Luthera...  (Banská Bystrica)
- 1810 – Onomasticon... Josephi e comitibus Erdődy...  (Bratislava)
- 1798 – Nauková osnova ev. a. v. škôl turčianskeho seniorátu...  (rukopis)

### Překlady
- 1790 – K. CH. Sturm: Kochání s bohem... , I. a II. diel